# (11196) Michanikos
(11196) Michanikos (1999 BO9) – planetoida z pasa głównego asteroid okrążająca Słońce w ciągu 4,56 lat w średniej odległości 2,75 j.a. Odkryta 22 stycznia 1999 roku.